# Подоле (Лодзинське воєводство)
Подоле (пол. Podole) — село в Польщі, у гміні Зґеж Зґерського повіту Лодзинського воєводства.